# Steenbakkerijstraat

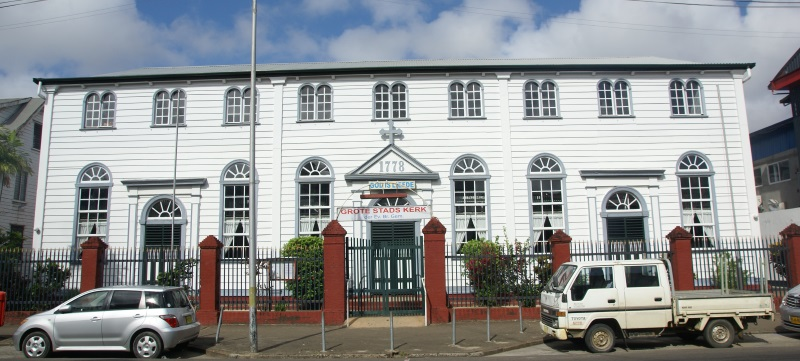
Grote Stadskerk (EBGS) met pastorie

De Steenbakkerijstraat is een straat in het centrum van  Paramaribo, Suriname. De nummering begint bij de aftakking vanuit de Dr. Sophie Redmondstraat. De straat kent eenrichtingsverkeer, waardoor er met voertuigen ingereden wordt vanuit de Zwartenhovenbrugstraat. Onderweg zijn er kruisingen met de Domineestraat en de Maagdenstraat.
De straat ontleent de naam mogelijk aan een steenbakkerij die aan het begin van de Saramaccastraat stond, op de plek waar de St. Rosakerk heeft gestaan.

## Bouwwerken
De straat werd in 1933 door de Surinaamsche Waterleiding Maatschappij (SWM) aangesloten op het waterleidingnet.
In de Steenbakkerijstraat bevinden zich onder meer het Dice Hotel, op de hoek van de Maagdenstraat de Readytex Art Gallery, de Grote Stadskerk van de Evangelische Broedergemeente, en tegenover elkaar op de hoek van de Domineestraat de Suriname Times Mall en het Radisson Hotel (tot 2021 Hotel Krasnapolsky).

### Monumenten
De volgende panden in de Steenbakkerijstraat staan op de monumentenlijst:

### Nog bestaande monumenten
| Omschrijving                | Bouwjaar       | Adres                  | Coördinaten                  | Objectnummer? | Afbeelding                    |
| --------------------------- | -------------- | ---------------------- | ---------------------------- | ------------- | ----------------------------- |
| Grote Stadskerk en pastorie | 1827/1828-1847 | Steenbakkerijstraat 21 | 5° 49' 31" NB, 55° 9' 39" WL | APO 058       | Meer afbeeldingen Upload foto |
| woonhuis                    |                | Steenbakkerijstraat 30 | 5° 49' 34" NB, 55° 9' 39" WL | CPO 034       | Meer afbeeldingen Upload foto |
| woonhuis                    |                | Steenbakkerijstraat 32 | 5° 49' 34" NB, 55° 9' 39" WL | BPO 060       | Meer afbeeldingen Upload foto |
| woonhuis                    |                | Steenbakkerijstraat 38 | 5° 49' 35" NB, 55° 9' 39" WL | BPO 061       | Meer afbeeldingen Upload foto |
| woonhuis                    |                | Steenbakkerijstraat 41 | 5° 49' 37" NB, 55° 9' 40" WL | CPO 035       | Meer afbeeldingen Upload foto |
| woonhuis                    |                | Steenbakkerijstraat 68 | 5° 49' 35" NB, 55° 9' 39" WL | BPO 062       | Meer afbeeldingen Upload foto |

### Niet meer bestaande monumenten
| Omschrijving | Bouwjaar           | Adres                  | Coördinaten                  | Objectnummer? | Afbeelding  |
| ------------ | ------------------ | ---------------------- | ---------------------------- | ------------- | ----------- |
|              | Gesloopt 1998/1999 | Steenbakkerijstraat 42 | 5° 49' 35" NB, 55° 9' 39" WL | CPO 036       | Upload foto |

## Gedenktekens
Hieronder volgt een overzicht van de gedenktekens in de straat:
| Onderwerp                            | Type        | Kunstenaar        | Onthulling | Locatie                                  | Omschrijving                                       |
| ------------------------------------ | ----------- | ----------------- | ---------- | ---------------------------------------- | -------------------------------------------------- |
| Unitas Fratrum (EBG)                 | gedenksteen | Louis Wijdenbosch | 1957       | achtererf Grote Stadskerk                | 500-jarig jubileum                                 |
| Gedenksteen 150 jaar C. Kersten & Co | gedenksteen | W.P. Krieger      | 1918       | voor Grote Stadskerk                     | 150-jarig jubileum                                 |
| Gedenkzuil 200 jaar C. Kersten & Co  | gedenkzuil  | Nicolaas Wijnberg | 1968       | voor Grote Stadskerk, hoek Domineestraat | 200-jarig jubileum                                 |
| Carillon van Jong A Kiem             | klokkenspel | onbekend          | 1964       | huisnummer 66                            | Surinaamse liedjes gecomponeerd door Eddy Snijders |

## Stadsbrand van 1832

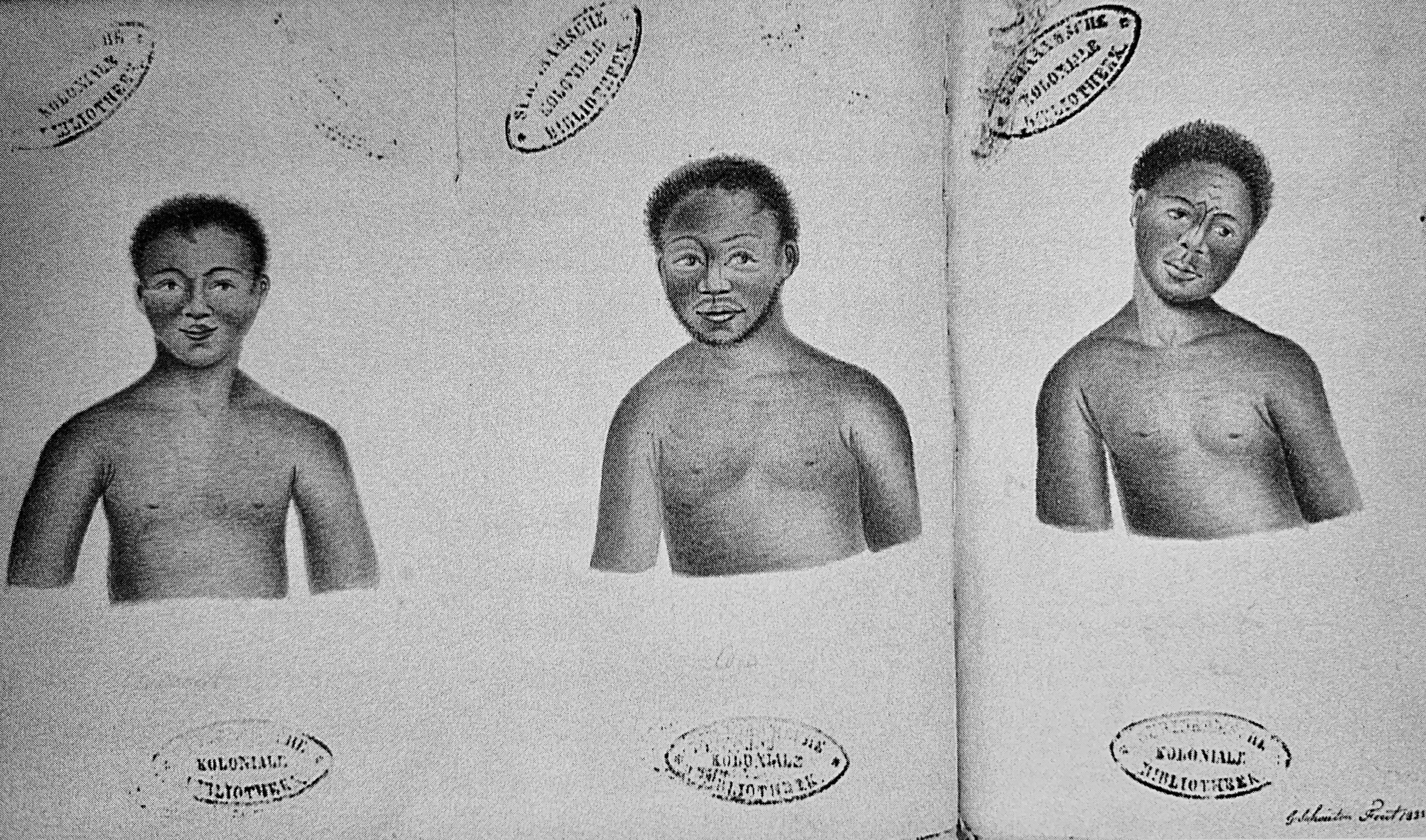
Present, Kodjo en Mentor

In 1832 brak een grote stadsbrand uit aan de Heiligenweg waarbij vijftig panden in rook opgingen, waarbij ook een deel van de Steenbakkerijstraat werd getroffen. Deze brand was niet toevallig ontstaan, maar aangestoken door enkele weggelopen slaven. Drie van hen – Present, Kodjo en Mentor – werden ter dood veroordeeld. Een bijkomend gevolg was dat slaven sindsdien strenger gestraft werden.